# Achipteria elegans
Achipteria elegans är en kvalsterart som beskrevs av Schweizer 1956. Achipteria elegans ingår i släktet Achipteria och familjen Achipteriidae. Inga underarter finns listade i Catalogue of Life.